# 愛と銃弾 (2017年の映画)
『愛と銃弾』（あいとじゅうだん、Ammore e malavita）は2017年のイタリアのミュージカル犯罪アクションコメディ映画。
監督はマネッティ・ブラザーズ、出演はジャンパオロ・モレッリとセレーナ・ロッシなど。
殺害を命じられた相手がかつての恋人と知った殺し屋が組織を裏切って彼女と逃走する姿を描いている。
第63回ダヴィッド・ディ・ドナテッロ賞で作品賞ほか計5部門を受賞している。
2017年8月末から9月にかけて開催された第74回ヴェネツィア国際映画祭で初上映された。
日本では2018年4月末から5月にかけて開催された「イタリア映画祭2018」で上映された後、2019年1月19日から一般上映された。

## ストーリー
ナポリの水産市場を仕切るマフィアのボス「魚介王」ことヴィンチェンツォは、対立する組織から命を狙われて怪我を負ったことから、自分が死んだことにして妻マリアとともに海外に逃げることを決める。自分によく似た男を部下に殺させ、その死体を身代わりにして葬儀を執り行うことにしたが、病院で女性看護師ファティマに生きている姿を目撃されてしまう。ヴィンチェンツォは腹心の部下である殺し屋コンビ、チーロとロザリオにファティマの殺害を命じるが、ファティマはチーロがかつて深く愛した女性だった。ファティマもまたチーロを今も想い続けており、チーロは組織を裏切ってファティマとともに逃走を図る。裏切られたロザリオは執拗にチーロを追うが、凄腕の殺し屋であるチーロは追手をことごとく返り討ちにする。一方、ロザリオはチーロの叔父ミンモがチーロに協力していることを知ると、ニューヨークでレストランを経営するヴィンチェンツォの甥フランクに連絡し、ニューヨーク在住のミンモの娘マリエッラの部屋に押しかけて彼女を軟禁することで、ミンモを脅迫してチーロの居場所を聞き出す。ミンモの裏切りに怒るチーロだったが、事情を知ったファティマは解決策を思いつく。
ヴィンチェンツォの偽の葬儀の場に現れたチーロはマリアからヴィンチェンツォが隠れている部屋の鍵を盗み出す。盗まれたことに気付いたマリアは甥フランコに命じてチーロが殺しに行くことをヴィンチェンツォに知らせる。連絡を受けたヴィンチェンツォは慌てて隠し部屋から飛び出すと、驚く部下らに武器を持って備えるように命じる。その様子を外から確認したファティマはヴィンチェンツォの家政婦のふりをして「ヴィンチェンツォが生きているのを目撃したので殺される」と警察に通報する。ヴィンチェンツォの屋敷にかけつけた警察により、ヴィンチェンツォが生きていることが確認されると、武装していたヴィンチェンツォと部下、そして偽の葬儀の場にいたマリアは逮捕される。一方、チーロとロザリオは海岸で1対1で対決する。兄弟同然のロザリオをチーロは何とか説得しようとするが、頑ななロザリオは翻心せず、仕方なくロザリオを撃ち殺す。そこに海からミンモがボートで現れ、チーロを射殺して去っていく。ミンモはその様子を撮した動画をフランクに送り、マリエッラは無事に解放される。
空港に現れたファティマはチーロと再会する。実はチーロはあらかじめ抜き取っておいた自分の血を使って撃たれたふりをしただけで、血だけを残して遺体は海に流されたことにしていたのだ。また、ヴィンチェンツォが隠していたダイアモンドを盗み出すことにも成功し、ファティマとチーロ、そして分け前をもらったミンモは国外に脱出する。

## キャスト
- チーロ: ジャンパオロ・モレッリ（イタリア語版） - マフィアの殺し屋。
- ファティマ: セレーナ・ロッシ（イタリア語版） - 看護師。チーロのかつての恋人。
- ヴィンチェンツォ・ストロッツァローネ: カルロ・ブチロッソ（イタリア語版） - マフィアのボス「魚介王」。
- マリア: クラウディア・ジェリーニ（イタリア語版） - ヴィンチェンツォの妻。
- ロザリオ: ライツ（イタリア語版） - チーロの相棒の殺し屋。
- ジェンナーロ: フランコ・リッチャルディ（イタリア語版） - ヴィンチェンツォの腹心の部下。
- ミンモ: アントニオ・ブオノーモ（イタリア語版） - チーロの叔父。
- マリエッラ: クラウディア・フェデリカ・ペトレッラ - ミンモの娘。ニューヨーク在住。
- フランク・ストロッツァローネ: ロンニ・マルモ - ヴィンチェンツォの甥。ニューヨークでレストランを経営。

## 作品の評価
| 賞                                   | 部門                   | 対象者 | 結果       |
| ------------------------------------ | ---------------------- | --- | ---------- |
| 第63回ダヴィッド・ディ・ドナテッロ賞 | 作品賞                 | | 受賞       |
| 第63回ダヴィッド・ディ・ドナテッロ賞 | 監督賞                 | マネッティ・ブラザーズ | ノミネート |
| 第63回ダヴィッド・ディ・ドナテッロ賞 | オリジナル脚本賞       | マネッティ・ブラザーズ、ミケランジェロ・ラ・ネーヴェ | ノミネート |
| 第63回ダヴィッド・ディ・ドナテッロ賞 | プロデューサー賞       | カルロ・マッキテッラ、マネッティ・ブラザーズ、ライ・チネマ | ノミネート |
| 第63回ダヴィッド・ディ・ドナテッロ賞 | 助演女優賞             | クラウディア・ジェリーニ | 受賞       |
| 第63回ダヴィッド・ディ・ドナテッロ賞 | 助演男優賞             | カルロ・ブチロッソ | ノミネート |
| 第63回ダヴィッド・ディ・ドナテッロ賞 | 作曲賞                 | ピヴィオとアルド・デ・スカルツィ | 受賞       |
| 第63回ダヴィッド・ディ・ドナテッロ賞 | 歌曲賞                 | 「Bang Bang」 - 作詞：ネルソン - 作曲：ピヴィオとアルド・デ・スカルツィ - 歌唱：セレーナ・ロッシ、フランコ・リッチャルディ、ジャンパオロ・モレッリ                 | 受賞       |
| 第63回ダヴィッド・ディ・ドナテッロ賞 | 美術賞                 | ノエミ・マルキカ | ノミネート |
| 第63回ダヴィッド・ディ・ドナテッロ賞 | 衣装賞                 | ダニエラ・サレルニターノ | 受賞       |
| 第63回ダヴィッド・ディ・ドナテッロ賞 | メイクアップ賞         | ヴェロニカ・ルオンゴ | ノミネート |
| 第63回ダヴィッド・ディ・ドナテッロ賞 | ヘアメイク賞           | アントニオ・フィダート | ノミネート |
| 第63回ダヴィッド・ディ・ドナテッロ賞 | 編集賞                 | フェデリコ・マリア・マネスキ | ノミネート |
| 第63回ダヴィッド・ディ・ドナテッロ賞 | 音響賞                 | ラヴィニア・ブルケリ、シモーネ・コスタンティーノ、クラウディオ・スピネッリ、ジャンルカ・バシーリ、セルジオ・バシーリ、アントニオ・ティリネッリ、ナディア・パオーネ | ノミネート |
| 第63回ダヴィッド・ディ・ドナテッロ賞 | 特殊視覚効果賞         | パランティア・ディジタル | ノミネート |
| 第73回ナストロ・ダルジェント賞       | コメディ賞             | | ノミネート |
| 第73回ナストロ・ダルジェント賞       | プロデューサー賞       | Madeleine、ライ・チネマ: カルロ・マッキテッラ、マネッティ・ブラザーズ                                                                                              | ノミネート |
| 第73回ナストロ・ダルジェント賞       | コメディ映画男優賞     | カルロ・ブチロッソ ジャンパオロ・モレッリ | ノミネート |
| 第73回ナストロ・ダルジェント賞       | コメディ映画女優賞     | クラウディア・ジェリーニ セレーナ・ロッシ | ノミネート |
| 第73回ナストロ・ダルジェント賞       | 撮影賞                 | フランチェスカ・アミトラーノ | ノミネート |
| 第73回ナストロ・ダルジェント賞       | 衣裳賞                 | ダニエラ・サレルニターノ | ノミネート |
| 第73回ナストロ・ダルジェント賞       | 音響賞                 | ラヴィニア・ブルケリ | ノミネート |
| 第73回ナストロ・ダルジェント賞       | 作曲賞                 | ピヴィオとアルド・デ・スカルツィ | 受賞       |
| 第73回ナストロ・ダルジェント賞       | オリジナル歌曲賞       | 「Bang Bang」 ピヴィオとアルド・デ・スカルツィ、セレーナ・ロッシ                                                                                                   | 受賞       |
| 第73回ナストロ・ダルジェント賞       | ニーノ・マンフレディ賞 | クラウディア・ジェリーニ | 受賞       |